# Slana (Alaska)
Slana es un lugar designado por el censo ubicado en el Área censal de Valdez–Cordova en el estado estadounidense de Alaska. En el Censo de 2010 tenía una población de 147 habitantes y una densidad poblacional de 0,22 personas por km².

## Geografía
Slana se encuentra en las coordenadas 62°37′54″N 143°35′41″O / 62.63167, -143.59472. Según la Oficina del Censo de los Estados Unidos, Slana tiene una superficie total de 657 km², de la cual 654.76 km² corresponden a tierra firme y (0.34%) 2.24 km² es agua.

## Demografía
Según el censo de 2010, había 147 personas residiendo en Slana. La densidad de población era de 0,22 hab./km². De los 147 habitantes, Slana estaba compuesto por el 82.99% blancos, el 0.68% eran afroamericanos, el 12.93% eran amerindios, el 0% eran asiáticos, el 0% eran isleños del Pacífico, el 0% eran de otras razas y el 3.4% pertenecían a dos o más razas. Del total de la población el 0% eran hispanos o latinos de cualquier raza.